# Tales from the Darkside: The Movie
 Tales from the Darkside és una pel·lícula estatunidenca dirigida per John Harrison, estrenada el 1990.

## Argument
Per evitar acabar menjat per una caníbal, un noi explica al seu botxí tres històries de terror: a Lot 249 una mòmia ressuscitada per una venjança, a Cat From Hell un gat negre malèfic acorralat per un assassí a sou, i a Lover's Vow un pacte tancat entre un monstre alat i un artista perdut.

## Repartiment
- Introducció:
  - Deborah Harry com a Betty
  - David Forrester com a capellà
  - Matthew Lawrence com a Timmy

- Lot 249:
  - Christian Slater com a Andy
  - Robert Sedgwick com a Lee
  - Steve Buscemi com a Bellingham
  - Donald Van Horn com a Moving Man
  - Michael Deak com a la mòmia
  - Julianne Moore com a Susan
  - George Guidall com a director del museu
  - Kathleen Chalfant com a Dean
  - Ralph Marrero com a Cabbie

- Cat From Hell:
  - David Johansen com a Halston
  - Paul Greeno com a Cabbie
  - William Hickey com a Drogan
  - Alice Drummond com a Carolyn
  - Dolores Sutton com a Amanda
  - Mark Margolis com a Gage

- Lover's Vow:
  - James Remar com a Preston
  - Ashton Wise com a Jer
  - Philip Lenkowsky com a Maddox
  - Robert Klein com a Wyatt
  - Rae Dawn Chong com a Carola

## Premis
- Gran premi al Festival internacional de cinema fantàstic d'Avoriaz 1991.